# Ogul Kajmiš
Ogul Kajmiš (mongolsko Огул Каймиш, Ogul Kajmiš, ᠥᠭᠦᠯ
ᠺᠠᠢᠮᠢᠱ, kitajsko: 海迷失; pinjin: Hǎimíshī) iz plemena Merkitov je bila glavna žena Gujuk kana in po  njegovi smrti leta 1248 regentka Mongolskega cesarstva, * ni znano, † 1251.

## Življenje
Ogul Kajmiš je bila iz klana  Merkitov. Gujuku so jo dali za ženo potem ko je Džingiskan v letih 1216–1219 zadušil upor njenega klana. Z njim je imela dva sinova: Hodža-Ogula in Nakuja. Ko je njen mož umrl v Kum-Sengirju v Turkestanu, je leta 1248 odpeljala svoj ordo na Ogedejevo apanažo v pokrajini Emil-Kobak. Gujukovi  glavni uradniki, Činkaj, Kadad in Bala, so služili kot Ogulovi regenti. Ona sama je preživljala čas z mongolskimi šamani in ni imela političnih veščin svoje tašče Toregene. Medtem ko so njena sinova Naku in Hodža in Ogedejev vnuk Širemun poskušali uveljaviti svoje zahteve po prestolu, sta čagatajski kan in Jesu Mongke podpirala Ogul Kajmiš.
Pred ali med Ogulovim regentstvom je general njenega moža Eldžigidej poslal delegacijo k francoskemu Ludviku IX. s ponudbo zavezništva proti muslimanskemu Ajubidskemu sultanatu. Ludvik je v odgovor poslal v Mongolijo svoje može pod vodstvom  Andréja de Longjumeauja. Ogul Kajmiš jih je sprejela, obdarila in jih poslala domov s pismi z mongolsko zahtevo po pokornosti.
Leta 1249 je Batu kan organiziral kurultaj v Ala Kamaku v Džočijevem ulusu, kjer je bil za kagana izbran Mongke. Ogul je zavrnila Batujevo povabilo in na skupščino poslal Bala z zahtevo, da se za kana izvoli Širemun ali eden od Ogedejevih sinov. Toluidi in Zlata horda so leta 1251 organizirali drugi kurultaj na reki Kerulen, na katerem so za kana uradno razglasili Mongkeja.  Ogul Kajmiš s svojim sinom Hodžo na kurultaj ni hotela priti. Podprla jo je večina ogedejskih in čagatajskih knezov.
Po izvolitvi njenega nasprotnika Mongkeja so Ogul Kajmišina sinova in Širemun poskušali strmoglaviti Mongkeja. Ko je bila zarota odkrita, je bil Hodža izgnan na južnokitajsko fronto, Širemun pa usmrčen. Ogul Kajmiš in Širemunova mati Kadakač  sta bili poklicani na sodišče in aretirani. Ogul Kajmiš so po mučenju  usmrtili tako, da so jo zavili v filc in vrgli v reko.
Kublaj kan ji je leta 1266 posmrtno podelil ime cesarica Kinšu (欽淑皇后).